# All Is Vanity
All Is Vanity è il secondo album in studio, il primo postumo, della cantante statunitense Christina Grimmie, pubblicato nel 2017.

## Tracce
1. Sublime – 3:19
2. Steady Love – 3:52
3. Invisible – 3:34
4. Crowded Room – 4:30
5. Everybody Lies – 3:23
6. Pressure – 3:29
7. Maybe I – 3:16
8. Echo – 3:30
9. I Only Miss You When I Breathe – 3:05
10. The Game – 3:15